# The Mystery of Al Capone's Vaults
The Mystery of Al Capone's Vaults was een twee uur durend rechtstreeks televisieprogramma dat in de Verenigde Staten werd uitgezonden op 21 april 1986. Hoogtepunt van de uitzending was het openen van een dichtgemetselde ruimte in het Lexington Hotel die aan gangster Al Capone had toebehoord. Op wat rommel na bleek de kluis echter leeg te zijn. De uitzending, die gepresenteerd werd door sensatiejournalist Geraldo Rivera, trok zo'n 30 miljoen kijkers.
Met de uitzending startte Rivera per ongeluk een nieuw genre sensatiejournalistiek, waarbij geen feitelijk nieuws werd gepresenteerd, maar hypothetisch of speculatief nieuws. Een andere noviteit was het toewerken en aftellen door zenders naar een met hypes omgeven mediamoment. In de aanloop naar de uitzending was veel gespeculeerd over de mogelijke inhoud van de kluis, niet in de laatste plaats door Rivera zelf. Bij het openen van de kluis waren op grond van die speculaties onder meer een lijkschouwer en medewerkers van de belastingdienst aanwezig.